# Crkva u svijetu
Crkva u svijetu (CuS), hrvatski je teološki znanstveni časopis iz Splita. 
Prvi broj zašao je 1966. godine. Izdavanje su pokrenuli nadbiskup splitsko-makarski Frane Franić i suradnici. U početku je list izlazio dvomjesečno, a poslije je prešao na tromjesečno izlaženje.
Stalne rubrike u CuS-u jesu rasprave, prinosi, pogledi, prikazi i osvrti. Tematski se ovaj list bavi vjerskom problematikom, crkvenim događajima, odnosom Crkve i društva i sl.
Od 1999. mu je izdavač Katolički bogoslovni fakultet Sveučilišta u Splitu.
ISSN mu je 0352-4000.

## Urednici
Prvih godina godina, radi zaštite časopisa pred državnim pritiscima, fungirao je kao odgovorni urednik sam nadbiskup Frane Franić, s velikim udjelom Mate Meštrovića. Od godine 1969. pa sve do kraja 1991. na čelu uredništva bio je Drago Šimundža, duže vrijeme zajedno s Jakovom Jukićem. S godinom 1992. časopis se pojavljuje kao izdanje Teologije u Splitu, s novim, prorijeđenim uredništvom i odgovornim urednikom Nedjeljkom Antom Ančićem.

## Poznati suradnici
- Juraj Lončarević
- don Živan Bezić
- Branimir Lukšić
- Martin Josip Kirigin

## Vanjske poveznice
- CuS  Arhivirana inačica izvorne stranice od 21. rujna 2016. (Wayback Machine) na stranicama KBF-a u Splitu
- CuS na Hrčku